# Gyerekjáték (film, 2019)
A Gyerekjáték (eredeti cím: Child's Play) 2019-ben bemutatott amerikai horrorfilm, melyet Tyler Burton forgatókönyvéből Smith Lars Klevberg rendezett, az azonos című 1988-as film remake-jeként. A főbb szerepekben Gabriel Bateman, Aubrey Plaza és Brian Tyree Henry látható, Chucky eredeti hangját Mark Hamill kölcsönzi.
Az Amerikai Egyesült Államokban 2019. június 21-én mutatták be. Magyarországon egy nappal hamarabb, június 20-án került szinkronizálva a mozikba, a Big Bang Media forgalmazásában.
A film vegyes véleményeket kapott az értékelőktől, akik dicsérték sötét humorát, a színészi játékokat és az eredettörténetet. A hangvételét azonban következetlennek találták és a babák kinézetét, illetve mozgását is kritizálták. A Metacritic oldalán a film értékelése 48% a 100-ból, ami 34 véleményen alapul. A Rotten Tomatoeson 63%-os minősítést kapott, 192 értékelés alapján. A film világszerte több mint 44,9 millió dollárt termelt, mely a 10 millió dolláros költségvetésével szemben jó eredménynek számít.

## Cselekmény
A multinacionális Kaslan Corporation nemrégiben elindította a Buddit, a csúcstechnológiás Chucky babák forradalmi sorozatának gyártását, amelyet arra terveztek, hogy hosszú élettartalmú társ legyen a tulajdonosok számára, tanuljanak a környezetükről és ennek megfelelően cselekedjenek. A Buddi babák csatlakozhatnak más Kaslan termékekhez is és működtethetik azokat, gyors sikerrel járva a gyermekek számára világszerte. A vietnámi Buddi gyárban a főnök egy felettese elégtelen munkája miatt elbocsátásra kényszeríti. A munkavállaló megtorlásként manipulálja az általa összeszerelt babát azzal, hogy a rajta lévő összes biztonsági protokollt letiltja. A babát a többivel együtt elcsomagolják a nemzetközi szállítás előkészítésére.
Chicagóban egy Karen Barclay nevű kiskereskedelmi hivatalnok és 13 éves hallássérült fia, Andy beköltöznek új lakásukba, ahol Karen arra ösztönzi fiát, hogy szerezzen új barátokat, miközben készül a közelgő születésnapjára. Annak érdekében, hogy felvidítsa Andy-t és pótolja a költözködés, valamint új barátja, Shane által okozott kellemetlenségeket, Karen megzsarolja főnökét, hogy beszerezzen egy Buddi babát, amit aztán Andynek odaad korai születésnapi ajándékként. Miután Andy aktiválja a babát, Chucky-nak nevezi el, aki rögtön ragaszkodni kezd a fiúhoz. Az idő múlásával Chucky segít Andy-nek az épület két másik gyerekével összebarátkozni (Falyn és Pugg), ugyanakkor elkezd erőszakos tendenciákat mutatni. Megpróbálja megfojtani Barclayék ellenséges macskáját, miután az megkarmolja Andyt, és egy éjjel, miközben Andy és barátai örömmel néznek egy horrorfilmet, Chucky elkezdi az erőszakot utánozni a képernyőről, és konyhakéssel közelíti meg a triót, de végül Andynek időben sikerül lefegyvereznie.
Másnap Andy hazaérkezik és arra lesz figyelmes, hogy elpusztult a macskája; Chucky bevallja, ő ölte meg, hogy többé ne bánthassa. Karen bezárja a babát az egyik szekrénybe, de az megszökik, majd Shane szembeszáll Andyvel. 

## Szereplők
| Színész           | Szerep                     | Magyar hang       |
| ----------------- | -------------------------- | ----------------- |
| Aubrey Plaza      | Karen Barclay              | Nemes Takách Kata |
| Gabriel Bateman   | Andy Barclay               | Kretz Boldizsár   |
| Brian Tyree Henry | Mike Norris nyomozó        | Gémes Antos       |
| Mark Hamill       | Chucky (hangja)            | Hamvas Dániel     |
| Tim Matheson      | Henry Kaslan vezérigazgató | Jakab Csaba       |
| Marlon Kazadi     | Omar                       | Kadosa Patrik     |
| Ty Consiglio      | Pugg                       | Takács András     |
| David Lewis       | Shane                      | Dévai Balázs      |
| Trent Redekop     | Gabe, villanyszerelő       | Rába Roland       |
| Carlease Burke    | Doreen Norris              | Halász Aranka     |
| Nicole Anthony    | Willis nyomozó             | Pallai Mara       |

Érdekesség, hogy Hamill a filmben látott többi Chucky babát is megszólaltatja. A színész korábban a Robotcsirke című televízió sorozatban is kölcsönözte Chuckynak hangját.

## Fordítás
- Ez a szócikk részben vagy egészben  a   Child's Play (2019 film) című angol Wikipédia-szócikk fordításán alapul.  Az eredeti cikk szerkesztőit annak laptörténete sorolja fel. Ez a jelzés csupán a megfogalmazás eredetét és a szerzői jogokat jelzi, nem szolgál a cikkben szereplő információk forrásmegjelöléseként.